# Distribution du pétrole
La distribution du pétrole décrit les méthodes et moyens utilisés pour acheminer le pétrole raffiné et les produits consommables fabriqués vers les consommateurs finaux.

## Produits finis
Une fois raffiné, le pétrole donne des produits finis tels que :
- Super carburant sans plomb 95 indice d'octane RON (85 indice d'octane MON)
- Super carburant sans plomb 98 indice d'octane RON (87 indice d'octane MON)
- Kérosène,
- Aviation gazoline 100 LL (AVGAS 100 LL)- 100 indice d'octane 100 RON
- Jet A1,
- Gazole moteur,
- Fioul domestique,
- Diesel Oil,
- Fioul marine,
- Fioul BTS,
- Fioul MTS,
- Fioul HTS,
- Bitumes

## Organisation du réseau de distribution
Pour ce faire, les sociétés pétrolières créent ou rachètent des réseaux de distribution.
Un réseau de distribution comporte plusieurs branches ou canaux de distribution :
- Administration,
- Armée,
- Grandes industries,
- Aviation,
- Confrères (pour les échanges),
- Marine.

## Stockage
Le réseau de distribution possède des entrepôts de stockage ou dépôts répartis à travers un pays ou une région, un parc de camions citerne.
Les sociétés pétrolières ont souvent des contrats à plus ou moins long terme avec les différents clients potentiels pour la fourniture des différents produits cités ci-dessus. Les besoins mensuels de chacun des clients sont connus longtemps à l'avance et réactualisés environ 45 jours avant les livraisons. Ces besoins sont entrés comme données dans un programme informatique servant de plan mensuel de production permettant à la raffinerie de choisir les quantités et les qualités de bruts à traiter dans le mois.

## Systèmes d'échange
Si, une société pétrolière ne possède pas de raffinerie dans une certaine région, mais qu'elle a quand même des canaux de distribution dans cette région, dans ce cas, elle pratique le système d'échanges entre confrères.
Considérons deux régions « A » et « B » distantes l'une de l'autre d'un millier de kilomètres et deux sociétés pétrolières « P1 » et « P2 ». La société « P1 » a une raffinerie « R1 » dans la région « A » et la société « P2 » une raffinerie « R2 » dans la région « B ».
Par contre, P1 et P2 ont toutes les deux des réseaux de distribution dans les deux régions A et B.
Afin d'éviter des coûts de transport parasite, P1 et P2 vont s'entendre pour faire des échanges de produits ce qui veut dire que P1 va livrer dans la région « A », non seulement son propre réseau de distribution, mais aussi le réseau de distribution de son confrère P2.
Il en est de même pour P2 qui va livrer entièrement les deux réseaux de distribution de la région « B ». Les échanges peuvent se faire sur la base des mêmes produits et/ou des produits différents. Mais il est bien rare que P1 et P2 soient tous les deux demandeurs; comme conséquence, il y a toujours des négociations assez ardues pour l'un des deux protagonistes.
Ce qui est vrai pour deux régions est encore plus vrai pour deux pays différents. Si P1 qui se trouve en France ne possède pas de raffinerie en Italie, mais a un réseau de distribution en Italie, et que P2, société pétrolière italienne, n'a pas de raffinerie en France, mais seulement un réseau de distribution dans ce pays, P1 et P2 vont négocier et signer un contrat d'échanges de produits pour la fourniture de produits à leur propre réseau.
C'est ainsi qu'une grande partie des produits vendus en région parisienne par toutes les sociétés pétrolières (Esso, Shell, BP, Total, Agip) vient de la Raffinerie de Grandpuits, propriété de Total. Les produits sont livrés purs, et chacune des sociétés ajoute elle-même des additif s particuliers pour personnaliser ces produits. Dans certains cas, ces additifs sont indispensables pour améliorer les performances des produits (voir Lubrifiants dans Raffinage du pétrole).
Un autre cas peut se présenter aussi. P1 est en France, elle possède un réseau de distribution en Grèce, mais pas de raffinerie. Et elle ne peut pas signer de contrat d'échange avec ses confrères grecques car les raffineries de ceux-ci sont saturées. Par contre à proximité de la Grèce il y a des raffineries indépendantes, c’est-à-dire des raffineries qui n'appartiennent pas aux grandes compagnies internationales. Dans ce cas, pour alimenter son réseau de distribution grecque, elle va signer, avec le propriétaire de l'une des raffineries indépendantes, un contrat de façonnage ou (contrat de processing).
Un contrat de façonnage est un contrat dans lequel, le façonneur va raffiner du brut fourni par son client moyennant une certaine somme d'argent (frais de façonnage ou processing fees en anglais).
On définit dans ce contrat tous les termes du contrat tels que, les quantités et les qualités mensuelles de bruts à livrer, les quantités et les qualités des produits à restituer, les modes de livraison etc. On définit les rendements de chacun des produits ainsi que ses qualités physico-chimiques. Le rendement d'un produit est le pourcentage de ce produit issu du traitement d'une unité de brut (kg, tonne), selon une structure de raffinage bien déterminée.
Dans notre cas, P1 va, pour toutes les périodes (mois, trimestre) définies dans le contrat, livrer du (des) brut(s) au façonneur qui fait le traitement et restitue à P1 selon son désir et ses besoins en Grèce les quantités et les qualités adéquates de produits.
À côté des fournitures régulières des réseaux de distribution, il existe évidemment des achats et des ventes « spot » selon les opportunités qui se présentent à chacun, mais dans ce cas c'est du commerce des bruts et des produits finis qui est concerné.